# 出水水菜花
出水水菜花（学名：Ottelia emersa）为水鳖科水车前属下的一个种。

## 扩展阅读
- 維基物種上的相關：出水水菜花